# Amalia Fenollosa Peris
Amalia Juana María Fenollosa Peris (Castelló de la Plana, 8 de febrer de 1825 - Barcelona, 1 de maig de 1869) fou una novel·lista i poetessa romàntica valenciana. Filla del metge Francisco Javier Fenollosa Bonet i de Teresa Antònia Peris Artola, natural de Borriol, el 1851 es casà per poders amb el periodista col·laborador i després director del Diario de Barcelona Joan Mañé i Flaquer, moment en què deixà la seva carrera literària, i visqué a Barcelona.

## Biografia
Amalia Fenollosa va néixer a Castelló de la Plana a principis de l'any 1825, segons podem extraure de la data de la seua partida de bateig. La pèrdua de son pare quan només comptava tretze anys va impulsar la creació de poesies de to elegíac, que publicà en diversos diaris i revistes d'àmbit nacional.
Va començar a escriure als onze anys amb una dècima titulada «La víctima de la caverna» i des d'aleshores no va abandonar la seua tasca creadora, que abasta obra poètica, novel·lística i teatral. Començà a publicar la seua obra en la premsa valenciana cap a l'any 1841, per a després col·laborar en diaris i revistes literàries de tot Espanya, com ara La idólatra de Galicia (Santiago), La Gaceta Musical, El Bazar Literario, El Polichinela, Semanario Pintoresco Español, La Sílfide, La Elegancia, El Cupido y la Luna i El Eco de Castellón. Juventud Española, de Madrid; El Genio, de Barcelona; Revista Vascongada, de Vitòria; El Álbum de las Bellas, de Sevilla; El Celtíbero, de Sogorb (Castelló); El Despertador Montañés, de Santander; Periódico Universal, Literario y Pintoresco, de València; El Vergel de Andalucía, de Còrdova i en moltes altres revistes i diaris.
En algunes d'aquestes revistes publicà, per entregues, les seves novel·les de fulletó El premio de la virtud (1845) i Malvina de Serhati (1846). En les seues obres critica l'estreta posició social que tradicionalment patixen les dones, una situació que denuncià també mitjançant el moviment feminista de la Hermandad Lírica, on hi havia també l'aragonesa Dolores Cabrera Heredia o Robustina Armiño, asturiana. Turmentada per un ambient familiar de membres de feble salut, s'allunyà dels cercles culturals de la ciutat i reduí la seua obra, a la qual conferí un característic to pessimista i melancòlic.
Amàlia Fenollosa va mantenir correspondència amb altres dones poetes, com les castellanes Manuela Cambronero i Vicenta García Miranda amb les quals va compartir poemes, i amb altres escriptors i intel·lectuals de l'època, vinculats als inicis de la Renaixença, com Víctor Balaguer, mentor seu, o Pau Piferrer, crític literari i musical; i també amb Jerónimo Borao, catedràtic i rector de la Universitat de Saragossa. Va participar en l'obra El Pensil del Bello Sexo, considerada la primera antologia d'escriptores espanyoles en què es reunia obra desigual i diversa de poetes romàntiques i feministes com Carolina Coronado, Vicenta García Miranda, Josepa Massanés, Àngela Grassi, Manuela Cambronero, Victòria Peña o Rogelia León.
Va morir a Sarrià (Barcelona) l'1 de maig de 1869. Per acord municipal, se li va dedicar el nom d'un carrer de Castelló el 20 de gener de 1926.